# Equitazione ai Giochi della X Olimpiade - Concorso completo individuale
La competizione del concorso completo individuale di equitazione dai Giochi della X Olimpiade si è svolta nei giorni dal 10 al 13 agosto.

## Risultati

### Prova di Dressage
Si è svolta nei giorni  10 e 11 agosto al Riviera Country Club in Pacific Palisades periferia di Los Angeles.
| Pos. | Binomio                    | Binomio         | Nazione     | Punti Giudici          | Punti Giudici      | Punti Giudici     | Totale | Punti   |
| Pos. | Cavaliere                  | Cavallo         | Nazione     | Stati Uniti (bandiera) | Francia (bandiera) | Svezia (bandiera) | Totale | Punti   |
| ---- | -------------------------- | --------------- | ----------- | ---------------------- | ------------------ | ----------------- | ------ | ------- |
| 1    | Harry Chamberlin           | Pleasant Smiles | Stati Uniti | 372,0                  | 339,5              | 309,5             | 1021,0 | 340,333 |
| 2    | Edwin Argo                 | Honolulu Tomboy | Stati Uniti | 367,5                  | 316,0              | 315,5             | 999,0  | 333,000 |
| 3    | Charles Pahud de Mortanges | Marcroix        | Paesi Bassi | 272,5                  | 369,0              | 294,0             | 935,5  | 311,833 |
| 4    | Clarence von Rosen         | Sunnyside Maid  | Svezia      | 268,5                  | 306,0              | 357,5             | 932,0  | 310,666 |
| 5    | Arne Francke               | Fridolin        | Svezia      | 267,0                  | 312,5              | 330,5             | 910,0  | 303,333 |
| 6    | Earl Foster Thomson        | Jenny Camp      | Stati Uniti | 347,5                  | 279,5              | 273,0             | 900,0  | 300,000 |
| 7    | Ernst Hallberg             | Marokan         | Svezia      | 268,0                  | 271,5              | 331,5             | 871,0  | 290,333 |
| 8    | Aernout van Lennep         | Henk            | Paesi Bassi | 255,5                  | 310,5              | 266,5             | 832,5  | 277,500 |
| 9    | Karel Schummelketel        | Duiveltje       | Paesi Bassi | 256,0                  | 299,5              | 247,0             | 802,5  | 267,500 |
| 10   | Morishige Yamamoto         | Kingo           | Giappone    | 242,5                  | 266,5              | 263,0             | 772,0  | 257,333 |
| 11   | Taro Nara                  | Sonshin         | Giappone    | 234,5                  | 226,5              | 265,0             | 726,0  | 242,000 |
| 12   | Shunzo Kido                | Kyu Gun         | Giappone    | 198,5                  | 214,0              | 226,0             | 638,5  | 212,833 |
| 13   | José Pérez                 | El Torero       | Messico     | 184,0                  | 165,5              | 164,0             | 513,5  | 171,166 |
| 14   | Armando Barriguete         | Monza           | Messico     | 128,0                  | 96,5               | 133,0             | 357,5  | 119,166 |

### Prova di Cross Country
Si è svolta il giorno 12 agosto al Riviera Country Club.
| Pos. | Binomio                    | Binomio         | Nazione     | Steeplechase          | Steeplechase          | Cross-Country         | Cross-Country         | Totale Penalità | Punti  |
| Pos. | Cavaliere                  | Cavallo         | Nazione     | Penalità Ostacoli     | Penalità Tempo        | Penalità Ostacoli     | Penalità Tempo        | Totale Penalità | Punti  |
| ---- | -------------------------- | --------------- | ----------- | --------------------- | --------------------- | --------------------- | --------------------- | --------------- | ------ |
| 1    | Earl Foster Thomson        | Jenny Camp      | Stati Uniti | 0                     | -6,0                  | 0                     | 35,0                  | 29,0            | 1271,0 |
| 2    | Charles Pahud de Mortanges | Marcroix        | Paesi Bassi | 0                     | -6,0                  | 70,0                  | -6,0                  | 58,0            | 1242,0 |
| 3    | Clarence von Rosen         | Sunnyside Maid  | Svezia      | 50,0                  | 12,5                  | 0                     | -4,0                  | 58,5            | 1241,5 |
| 4    | Ernst Hallberg             | Marokan         | Svezia      | 100,0                 | 75,0                  | 0                     | -4,0                  | 171,0           | 1129,0 |
| 5    | Harry Chamberlin           | Pleasant Smiles | Stati Uniti | 0                     | 0                     | 105,0                 | 87,5                  | 192,5           | 1107,5 |
| 6    | Karel Schummelketel        | Duiveltje       | Paesi Bassi | 0                     | 37,5                  | 0                     | 157,5                 | 195,0           | 1105,0 |
| 7    | Morishige Yamamoto         | Kingo           | Giappone    | 0                     | 50,0                  | 0                     | 157,5                 | 207,5           | 1092,5 |
| 8    | Edwin Argo                 | Honolulu Tomboy | Stati Uniti | 0                     | 112,5                 | 35,0                  | 245,0                 | 392,5           | 907,5  |
| 9    | Aernout van Lennep         | Henk            | Paesi Bassi | 100,0                 | 262,5                 | 0                     | 140,0                 | 502,5           | 797,5  |
| 10   | Shunzo Kido                | Kyu Gun         | Giappone    | 0                     | 187,5                 | Eliminato 34 ostacolo | Eliminato 34 ostacolo |                 |        |
| 11   | Arne Francke               | Fridolin        | Svezia      | 0                     | -8,0                  | Eliminato 31 ostacolo | Eliminato 31 ostacolo |                 |        |
| 12   | José Pérez                 | El Torero       | Messico     | Eliminato 12 ostacolo | Eliminato 12 ostacolo |                       |                       |                 |        |
| 13   | Taro Nara                  | Sonshin         | Giappone    | Eliminato 12 ostacolo | Eliminato 12 ostacolo |                       |                       |                 |        |
| DNS  | Armando Barriguete         | Monza           | Messico     |                       |                       |                       |                       |                 |        |

### Prova di Salto Ostacoli
Si è svolta il giorno 13 agosto al  Rose Bowl di Pasadena.
| Pos. | Binomio                    | Binomio         | Nazione     | Penalità Salti | Tempo  | Penalità Tempo | Penalità Totale | Punti  |
| Pos. | Cavaliere                  | Cavallo         | Nazione     | Penalità Salti | Tempo  | Penalità Tempo | Penalità Totale | Punti  |
| ---- | -------------------------- | --------------- | ----------- | -------------- | ------ | -------------- | --------------- | ------ |
| 1    | Edwin Argo                 | Honolulu Tomboy | Stati Uniti | 0              | 2'11"2 | 0,75           | 0,75            | 299,25 |
| 2    | Charles Pahud de Mortanges | Marcroix        | Paesi Bassi | 40             | 1'59"8 | 0              | 40,00           | 260,00 |
| 3    | Ernst Hallberg             | Marokan         | Svezia      | 40             | 2'08"8 | 0              | 40,00           | 260,00 |
| 4    | Morishige Yamamoto         | Kingo           | Giappone    | 35             | 2'29"2 | 5,25           | 40,25           | 259,75 |
| 5    | Clarence von Rosen         | Sunnyside Maid  | Svezia      | 40             | 2'19"0 | 2,75           | 42,75           | 257,25 |
| 6    | Karel Schummelketel        | Duiveltje       | Paesi Bassi | 55             | 2'20"6 | 3,00           | 58,00           | 242,00 |
| 7    | Harry Chamberlin           | Pleasant Smiles | Stati Uniti | 60             | 2'07"5 | 0              | 60,00           | 240,00 |
| 8    | Earl Foster Thomson        | Jenny Camp      | Stati Uniti | 60             | 2'08"6 | 0              | 60,00           | 240,00 |
| 9    | Aernout van Lennep         | Henk            | Paesi Bassi | 95             | 3'25"4 | 19,25          | 114,25          | 185,75 |

### Classifica Finale
| Pos.    | Binomio                    | Binomio         | Nazione     | Dressage | Cross  | Salto  | Totale    |
| Pos.    | Cavaliere                  | Cavallo         | Nazione     | Dressage | Cross  | Salto  | Totale    |
| ------- | -------------------------- | --------------- | ----------- | -------- | ------ | ------ | --------- |
| Oro     | Charles Pahud de Mortanges | Marcroix        | Paesi Bassi | 311,833  | 1242,0 | 260,00 | 1.813,833 |
| Argento | Earl Foster Thomson        | Jenny Camp      | Stati Uniti | 300,000  | 1271,0 | 240,00 | 1.811,000 |
| Bronzo  | Clarence von Rosen         | Sunnyside Maid  | Svezia      | 310,666  | 1241,5 | 257,25 | 1.809,416 |
| 4       | Harry Chamberlin           | Pleasant Smiles | Stati Uniti | 340,333  | 1107,5 | 240,00 | 1.687,833 |
| 5       | Ernst Hallberg             | Marokan         | Svezia      | 290,333  | 1129,0 | 260,00 | 1.679,333 |
| 6       | Karel Schummelketel        | Duiveltje       | Paesi Bassi | 267,500  | 1105,0 | 242,00 | 1.614,500 |
| 7       | Morishige Yamamoto         | Kingo           | Giappone    | 257,333  | 1092,5 | 259,75 | 1.609,583 |
| 8       | Edwin Argo                 | Honolulu Tomboy | Stati Uniti | 333,000  | 907,5  | 299,25 | 1.539,750 |
| 9       | Aernout van Lennep         | Henk            | Paesi Bassi | 277,500  | 797,5  | 185,75 | 1.260,750 |
| DNF     | Arne Francke               | Fridolin        | Svezia      | 303,333  |        |        | -         |
| DNF     | Taro Nara                  | Sonshin         | Giappone    | 242,000  |        |        | -         |
| DNF     | Shunzo Kido                | Kyu Gun         | Giappone    | 212,833  |        |        | -         |
| DNF     | José Pérez                 | El Torero       | Messico     | 171,166  |        |        | -         |
| DNF     | Armando Barriguete         | Monza           | Messico     | 119,166  |        |        | -         |